# Ray Tabano
Raymond "Ray" Tabano, född 23 december 1946 i New York, var andregitarrist i bandet Aerosmith 1970–1971. Han ersattes 1971 av Brad Whitford. Tabano startade senare bandets fanklubb Aero Force One.
Tabano var Steven Tylers barndomsvän och spelade bas i Tylers första band The Strangeurs.